# Vertrag von Sèvres (Jugoslawien, Polen, Rumänien, Tschechoslowakei)
Der Vertrag von Sèvres mit dem Königreich Jugoslawien, Polen, Rumänien und der Tschechoslowakei, geschlossen am 10. August 1920 in Sèvres mit den im Ersten Weltkrieg siegreichen alliierten Hauptmächten, war einer von acht Verträgen, die an diesem Tag in Sèvres unterzeichnet wurden. Diese auch als Mitteleuropäischer Grenzvertrag bezeichnete völkerrechtliche Vereinbarung legte die neuen Grenzen nach dem Vertrag von Trianon und dem Vertrag von Saint-Germain fest und bestätigte die Souveränität der neuen Staaten auf den ihnen neu zugesprochenen Territorien.
Der Vertrag regelte die umstrittene Grenzziehung zwischen dem SHS-Staat und Rumänien im Banat.
In Kapitel 3 wurde die Grenze zwischen Polen und Rumänien, das die gesamte Bukowina erhielt, festgelegt. Die Tschechoslowakei wiederum vereinbarte mit Rumänien einen Gebietsaustausch in der Karpatenukraine.